# Ramon Margalef (vaixell)
El Ramon Margalef és un vaixell oceanogràfic construït per Astilleros Armon Vigo i avarat l'any 2011 que pertany a la flota de l'Institut Espanyol d'Oceanografia (IEO). Porta el nom de Ramon Margalef i López, biòleg català que va destacar pel seu treball en els camps de la limnologia, oceanografia i ecologia. Aquest vaixell està equipat amb tecnologies per a la investigació oceanogràfica i pesquera.
L'IEO va ser fundat el 1914 pel naturalista Odón de Buen i el 2014 comptaba amb nou centres oceanogràfics costaners, cinc plantes d’experimentació amb cultius marins i set vaixells oceanogràfics.
El vaixell participa regularment en campanyes de recerca i també en jornades de portes obertes, com les que es van dur a terme el 2014 al port d’Alcúdia, Mallorca, i al port de Maó, Menorca, per mostrar a la ciutadania les seves instal·lacions i els avanços científics assolits.